# Gyula Gyenes
Gyula Gyenes   (Budapest, 20 de febrer de 1911 - Budapest, 26 de juny de 1988) va ser un atleta hongarès, especialista en curses de velocitat, que va competir durant la dècada de 1930.
El 1936 va prendre part en els Jocs Olímpics d'Estiu de Berlín, on disputà tres proves del programa d'atletisme. En totes fou eliminat en sèries.
En el seu palmarès destaca una medalla de plata en els 4x100 metres del Campionat d'Europa d'atletisme de 1934.

## Millors marques
- 100 metres. 10.4" (1937)
- 200 metres. 21.6" (1937)[3]